# 北海道道1056号江別長沼線
北海道道1056号江別長沼線（ほっかいどうどう1056ごう えべつながぬません）は、北海道江別市と夕張郡長沼町を結ぶ一般道道（北海道道）である。江別市内に枝線がある。

## 概要
枝線は「南大通」と呼ばれており、千歳川を挟んで分断されていたが、2020年に一本に結ばれた。

### 路線データ
- 起点：北海道江別市工栄町（国道275号交点）
- 終点：北海道夕張郡長沼町西12線南（北海道道3号札幌夕張線交点）
- 総延長：

枝線
- 枝線起点：北海道江別市上江別（北海道道46号江別恵庭線交点）
- 枝線終点：北海道江別市朝日町（当路線交点）
- 枝線総延長：

## 歴史
- 1985年（昭和60年）3月30日 - 路線認定[1]。
- 1995年（平成7年）4月7日 - 枝線を認定[2]。
- 2017年（平成29年）4月1日 - 国道337号旧道（江別市王子 - 江別市工栄町）が国道から外れることに伴い、同区間を編入[3]。
- 2020年（令和2年）3月28日 - 江別市上江別東町45-2 - 東光町の区間（枝線の未開通区間）が開通[4]。同区間の千歳川を跨ぐ橋は「南大通大橋」の名前が付けられている[5]。

## 地理

### 通過する自治体
- 石狩振興局
  - 江別市
- 空知総合振興局
  - 空知郡南幌町
  - 夕張郡長沼町

### 交差する道路
本線
江別市
- 国道275号 - 工栄町（起点）
- 北海道道139号江別奈井江線
- 国道12号（重複）

南幌町
- 北海道道1080号栗山北広島線 - 南15線西

長沼町
- 北海道道3号札幌夕張線 - 西12線南（終点）

枝線
江別市
- 北海道道46号江別恵庭線

### 沿線にある施設など
江別市
- 北海道電力総合研究所 - 対雁
- 王子エフテックス江別工場 - 王子
- 東光保育園 - 東光町47-1
- セブン-イレブン江別東光町店 - 東光町100-1
- 江別警察署朝日交番 - 朝日町8-4
- セイコーマートやよい店 - 朝日町20-15
- 江別あけぼの簡易郵便局 - あけぼの町31-4[6]
- 上江別幼稚園 - 上江別433-19（枝線）
- セイコーマートゆめみ野店 - 上江別南町52-6（枝線）

南幌町
- セイコーマートなんぽろ店 - 稲穂2丁目4-14
- 夕張太簡易郵便局 - 稲穂1丁目6-3